# Мысин, Иван Максимович
Иван Максимович Мысин (2 сентября 1911 года, Усолье-Сибирское — 3 июня 2011 года, Усолье-Сибирское, Иркутская область) — начальник цеха Усольского солевыварочного завода Министерства пищевой промышленности РСФСР, Иркутская область. Герой Социалистического Труда (1971).

## Биография
Родился в Усолье-Сибирском в 1911 году в семье потомственных солеваров, переселенцев из Шатского уезда Тульской губернии. С 1928 года трудился учеником кузнеца на местном соляном заводе. Проходил срочную службу в Красной Армии на Дальнем Востоке. С конца 1930-х годов — начальник механического цеха на соляном заводе (позднее — комбинат «Сибсоль»), с 1941 года — начальник основного цеха выварки соли.
Внёс значительный вклад в модернизацию производства, в результате чего добываемая на заводе соль получила марку «Экстра». Руководимый им цех досрочно выполнил плановые производственные задания Восьмой пятилетки (1965—1970).
Указом Президиума Верховного Совета СССР от 26 апреля 1971 года «за выдающиеся успехи, достигнутые в выполнении заданий пятилетнего плана по развитию пищевой промышленности» удостоена звания Героя Социалистического Труда с вручением ордена Ленина и золотой медали Серп и Молот.
Избирался депутатом Усолье-Сибирского городского совета народных депутатов.
После выхода на пенсию проживал в Усолье-Сибирском, где скончался в июне 2011 года.
Память
На доме № 40 по проспекту Красных партизан, где проживал Иван Мысин, установлена мемориальная доска.
Награды
- Герой Социалистического Труда
- Орден Ленина
- Орден «Знак Почёта» (16.11.1952)
- Почётный гражданин города Усолье-Сибирское